# Lard
Lard — совместный хардкор-проект Эла Йоргенсена (Al Jourgensen), Пола Баркера (Paul Barker) (Ministry) и Джелло Биафры (Dead Kennedys).
О возможном создании совместного проекта Йоргенсен и Биафра сообщили ещё в 1983 году, однако как полноценная группа Lard была образована лишь в 1989 году и выпустила диск The Power of Lard в составе:
- Al Jourgensen — «гитара, бэк-вокал, программирование»
- Paul Barker — «бас-гитара, программирование»
- Jeff Ward — «ударные, программирование»
- Jello Biafra — «вокал, депрограммирование»

Как и большинство других проектов Ministry, Lard не выступали с концертами, однако несколько песен исполнялись вживую как часть сет-листа Ministry (как, например, The Power of Lard и Hellfudge, не попавшие на релиз Ministry In Case You Didn’t Feel like Showing up).
Lard — второй «по значимости» проект после Revolting Cocks. Отличительными чертами музыки Lard стали «панковые» риффы, узнаваемый вокал Биафры и его политические тексты с присущим им сарказмом.
Второй диск вышел в 1990 году под названием The Last Temptation of Reid, в честь Рэйда Хиамса (Reid Hyams), владельца студии Chicago Trax, где часто собиралось множество разных музыкантов и где было записано большинство ранних проектов Ministry. Трек Forkboy попал на саундтрек к фильму Natural Born Killers.
В следующий раз Lard заявили о себе лишь в 1997 году диском Pure Chewing Satisfaction. Первые наброски материала были сделаны ещё во время студийной работы над альбомом Ministry ΚΕΦΑΛΗΞΘ, записаны они были в 1992 году. Годом спустя Джефф Уорд (Jeff Ward) (кроме Lard, игравший с Ministry, Nine Inch Nails, Pigface и др.) покончил жизнь самоубийством из-за героиновой зависимости. Его заменил Билл Рифлин (Bill Rieflin) (Ministry, Revolting Cocks, KMFDM, R.E.M. и др.), а в 1996 году место за ударной установкой занял Рэй Уошем (Rey Washam).
Биафра тем временем, посещая один из концертов в Сан-Франциско, подвергся яростной атаке неизвестных, после того, как кто-то его узнал и крикнул «sell-out rock star!» («продавшаяся рок-звезда»). Биафра долгое время провел в больнице, и запись диска (в основном, вокальных партий) наконец закончили в 1997 году.
Последний релиз Lard 70’s Rock Must Die состоялся в 2000 году и представлял собой всего три песни. Треки Volcanus 2000 (We Shall Wipe the World) и The Ballad of Marshall Ledbetter были записаны ещё для альбома Pure Chewing Statisfaction, а песня 70’s Rock Must Die была запланирована для неосуществившегося проекта Йоргенсена и Биафры Leather & Hair, затем должна была попасть на The Last Temptation of Reid, но наконец-то нашла приют на этом диске.
С тех пор в составе Ministry произошло много изменений, однако о прекращении существования Lard пока не идет речи. В 2006 году Биафра отметился на альбомах Rio Grande Blood Ministry и Cocked & Loaded Revolting Cocks, а Йоргенсен в одном из интервью отметил, что «хотел бы плотно заняться трёхглавым монстром — Lard, Revco и Ministry».

## Дискография
- 1989 — The Power of Lard
- 1990 — The Last Temptation of Reid
- 1997 — Pure Chewing Satisfaction
- 2000 — 70’s Rock Must Die